# Jeux de l'Empire britannique de 1938

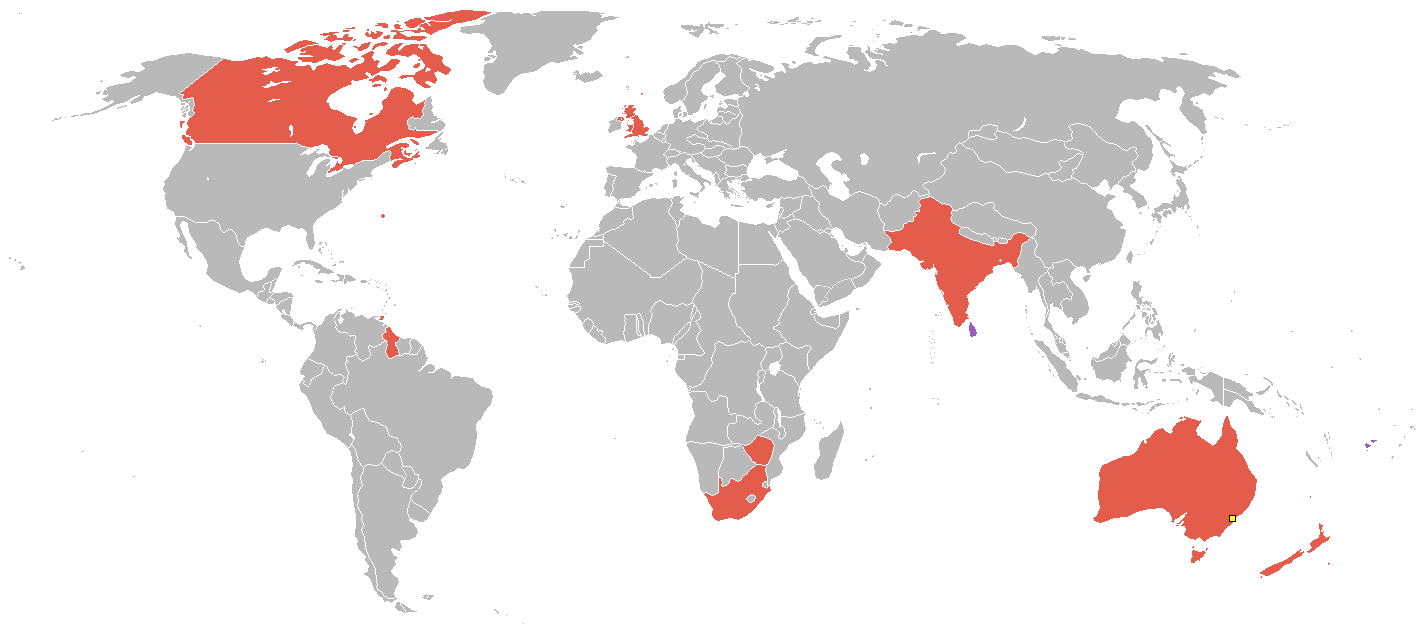
Pays participants en 1938

Les jeux de l'Empire britannique de 1938 ont eu lieu à Sydney en Nouvelle-Galles du Sud (Australie) du 5 au 12 février 1938 pour coïncider avec le cent-cinquantième anniversaire de l'établissement de la première colonie en Australie. Les sites de ces troisièmes jeux de l'Empire britannique incluaient le Sydney Cricket Ground (stade principal), le Sydney Sports Ground, la North Sydney Pool et Henson Park.
La vedette de ces jeux a été l'Australienne Decima Norman qui a remporté cinq médailles d'or en athlétisme. Margaret Dovey, la future épouse du premier ministre Gough Whitlam a terminé sixième sur 200 yards brasse.
466 athlètes de 15 nations ont participé à ces jeux.

## Les 15 nations présentes
15 équipes ont été représentées aux jeux de l'Empire britannique de 1938. Les deux nouvelles nations participantes sont en gras.
| - Afrique du Sud - Angleterre - Australie - Bermudes - Canada | - Ceylan - Écosse - Fidji - Guyane britannique - Inde | - Irlande du Nord - Nouvelle-Zélande - Rhodésie du Sud - Pays de Galles - Trinité-et-Tobago |

## Sports et disciplines
- Athlétisme, voir résultats détaillés
- Aviron, voir résultats détaillés
- Bowls, voir résultats détaillés
- Boxe, voir résultats détaillés
- Cyclisme, voir résultats détaillés
- Lutte, voir résultats détaillés
- Natation, voir résultats détaillés
- Plongeon, voir résultats détaillés

## Tableau des médailles
| Rang  | Pays               | Or | Argent | Bronze | Total |
| ----- | ------------------ | -- | ------ | ------ | ----- |
| 1     | Australie          | 25 | 19     | 22     | 66    |
| 2     | Angleterre         | 15 | 15     | 10     | 40    |
| 3     | Canada             | 13 | 16     | 15     | 44    |
| 4     | Afrique du Sud     | 10 | 10     | 6      | 26    |
| 5     | Nouvelle-Zélande   | 5  | 7      | 13     | 25    |
| 6     | Pays de Galles     | 2  | 1      | 0      | 3     |
| 7     | Ceylan             | 1  | 0      | 0      | 1     |
| 8     | Écosse             | 0  | 2      | 3      | 5     |
| 9     | Guyane britannique | 0  | 1      | 0      | 1     |
| 10    | Rhodésie du Sud    | 0  | 0      | 2      | 2     |
| Total | Total              | 71 | 71     | 71     | 213   |